# Zentralrohrrahmen

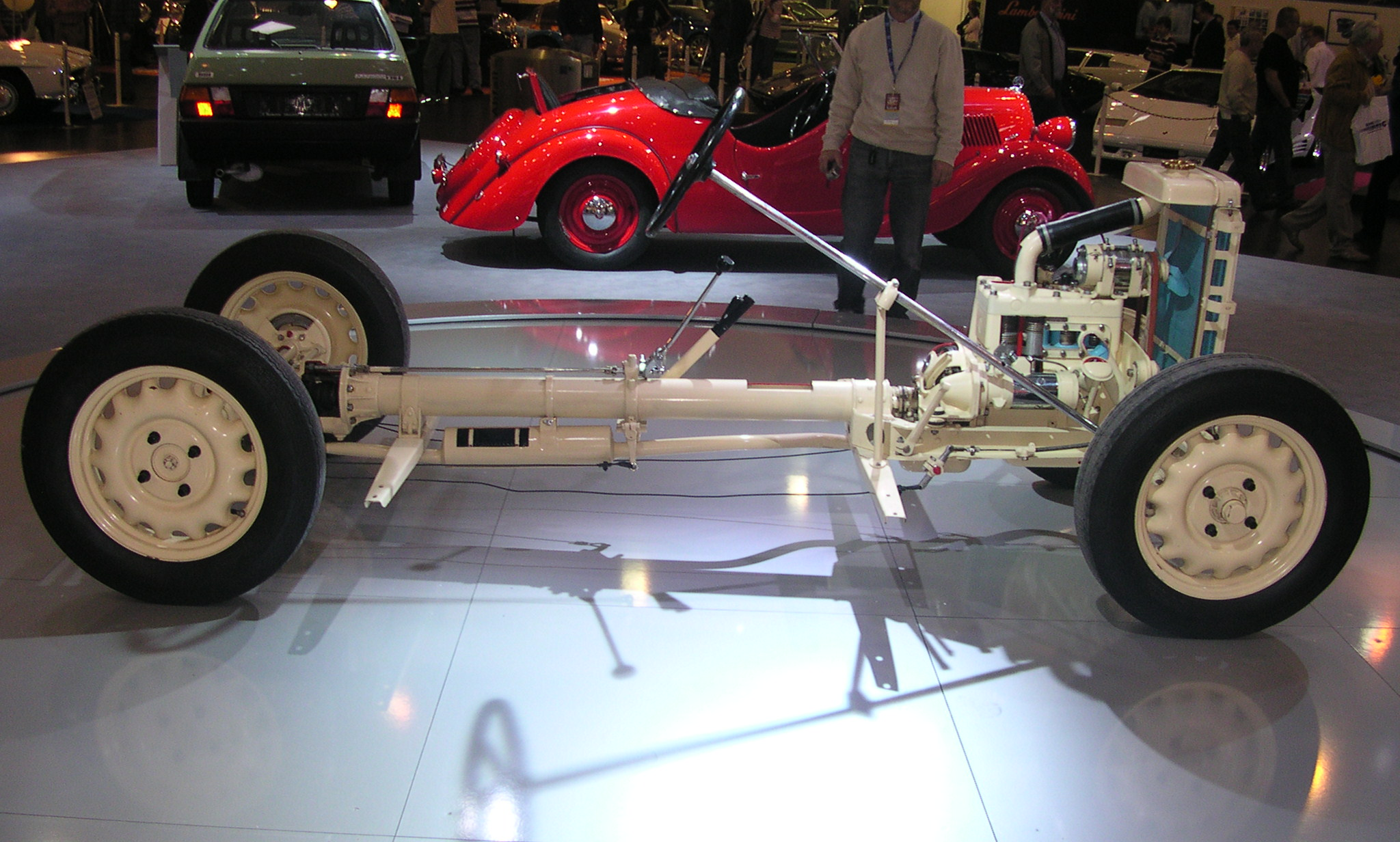
Zentralrohrrahmen eines Škoda 420 Popular.

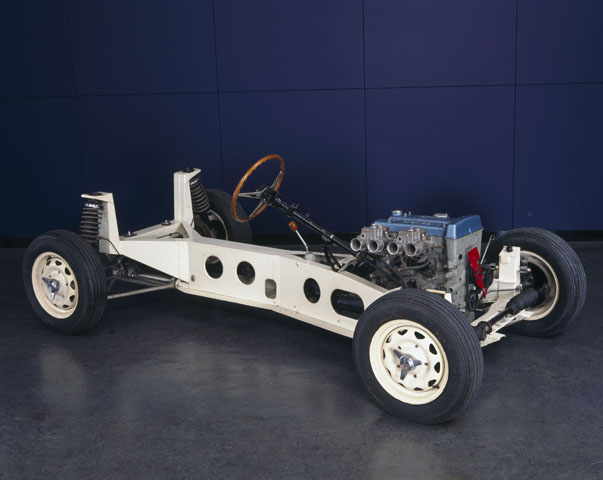
Zentralrohrrahmen eines Lotus Elan aus Stahlblech, 1962

Als Zentralrohrrahmen bezeichnet man eine Bauart von Fahrzeugrahmen im Automobilbau, bei der ein tragendes, mittiges Rohr die weiteren Fahrzeugelemente aufnimmt. Ein weiterer geläufiger Begriff dafür ist das Tatra-Konzept.
Bei mehrspurigen Kraftfahrzeugen (Kraftwagen) wird dieses Rohr bei der Serienfertigung von PKW als tragendes und kraftaufnehmendes Element verwendet, mit einem nicht selbsttragenden Aufbau (auch aus Kunststoff statt Stahl). Erfunden wurde der Zentralrohrrahmen vom Autokonstrukteur Hans Ledwinka.

## Rahmen statt einer selbsttragenden Struktur
Moderne Großserien-Automobile haben seit den 1950er Jahren in aller Regel eine selbsttragende Karosserie, das heißt die räumliche Struktur aus Bodenblechen, Boden- und Dachholmen, mitsamt den verbindenden Säulen, dem Windschutzscheibenrahmen und dem Dach bildet eine strukturelle Einheit. Sie „trägt“ das gesamte Fahrzeug und all seine Bauteile. Vor dieser Zeit waren die „Rahmen“ hingegen separate, mit der tragenden Aufgabe betraute Bauteile einer Bodengruppe, auf die die Karosserie „nichttragend“, also ohne strukturelle Aufgabe der Aufnahme von Kräften, aufgesetzt wurde.
Der Entwicklungs- und Bauaufwand für selbsttragende Stahlkarosserien ist so groß, dass es zehntausender gebauter Fahrzeuge bedarf, um die hohen Kosten insbesondere der Stahl-Presswerkzeuge zu amortisieren.
Bei kleineren Serien, insbesondere im Sportwagenbau, geht man daher oft einen anderen Weg: man trennt weiterhin die Funktionen eines tragenden Rahmens von denen der Karosserie.

## Varianten
Der Zentralrohrrahmen ist eine der mehreren Baumöglichkeiten für einen Rahmen, das heißt für die tragende Struktur unter einer nicht tragenden Karosserie. Andere Rahmen-Bauarten sind der Gitterrohrrahmen, der Plattformrahmen und der Leiterrahmen.
Wichtigstes Merkmal eines Zentralrohrrahmens ist das namensgebende zentrale Rohr, in der Regel aus Stahl. Es kann kreisförmigen Querschnitt haben, aber auch in anderen Querschnitten, zum Beispiel als rechteckiger Kasten ausgeführt sein. An ihm werden alle weiteren Elemente der Bodengruppe wie etwa das Fahrwerk, befestigt. In der Regel finden sich (im PKW-Bau) Quertraversen vor und unter den Sitzen, in Position des Abschlusses der Fahrgastzelle und an den Achsen. Die Seitenholme und Bodenbleche können auch mit dem Zentralrohr verschweißt sein. Oft ist vorn ein separat gebauter Hilfsrahmen an der Struktur einer Spritzwand verschraubt; diese Konstruktion ist häufig bei italienischen Hochleistungssportwagen zu finden. Eine ähnliche Konstruktion findet sich auch beim Jaguar E-Type.

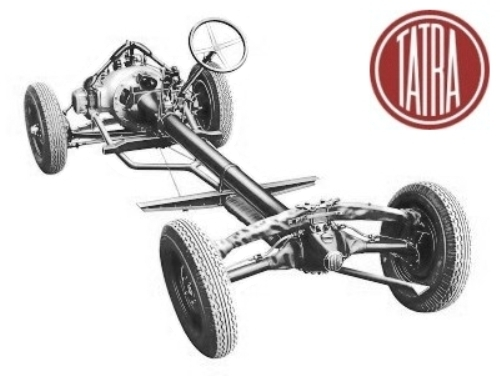
Fahrgestell mit Motor und Achsen eines Tatra 11 im Jahr 1923.
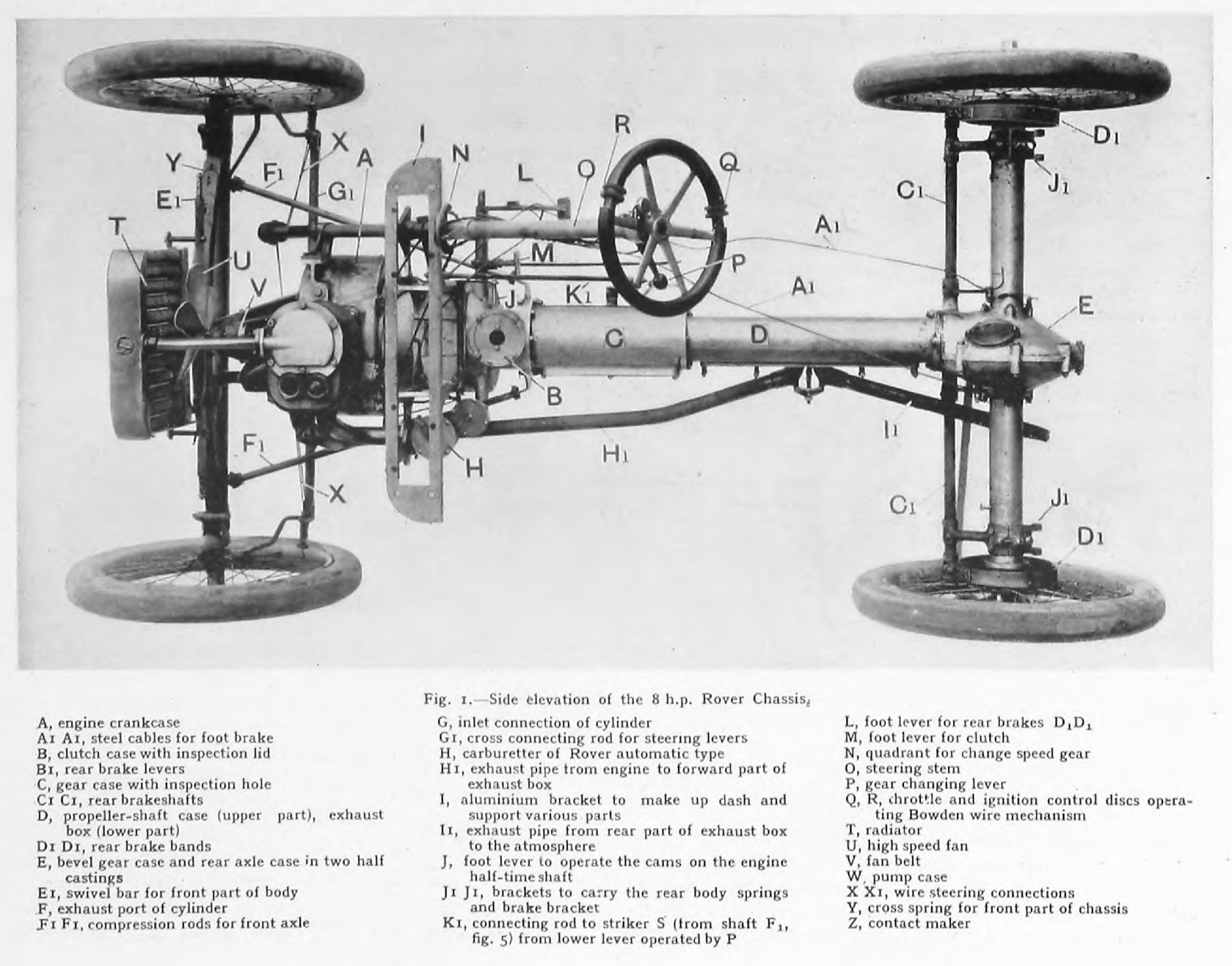
Standard Eight Rover 8 Chassis
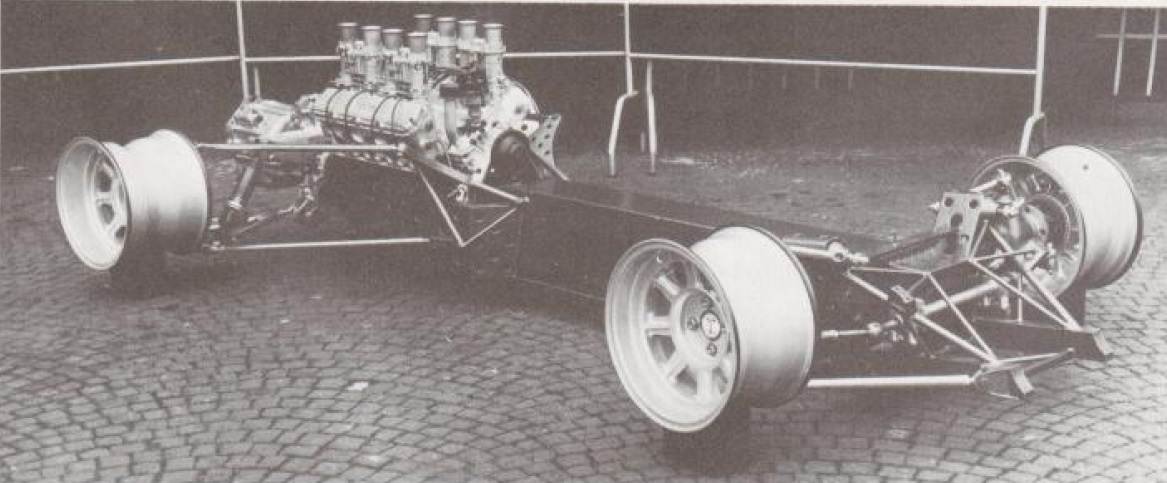
De Tomaso P70 Chassis

Auch bei Motorrädern kommen Zentralrohrrahmen zum Einsatz. So zum Beispiel schon 1924 bei der dänischen Nimbus „Ofenrohr“, oder seit der zweiten Hälfte der 1960er Jahre beim Schweizer Kleinserien-Hersteller Fritz Egli. Siehe auch: Motorradrahmen: Menüpunkt „Zentralrohrrahmen“

## Anwendung
Der von Hans Ledwinka entwickelte Tatra 11 war der erste PKW mit Zentralrohrrahmen. Nach seinem Konzept werden bis in jüngerer Zeit Tatra-LKWs gebaut.
Nicht nur bei Kleinserienfahrzeugen findet sich ein Zentralrohrrahmen. In den 1930ern entwickelte und produzierte Tatra Serienfahrzeuge mit Zentralrohr und luftgekühltem Heckmotor (Tatra 77, Tatra V 570) und diente damit mindestens als Vorbild für den späteren VW Käfer. Dieser hatte einen (abgewandelten) Zentralrohrrahmen. Der Tunnel, in dem die Schaltstange, das Kupplungsseil und zum Teil die Bremsseile (bis 1962) verlaufen, ist ein Zentralrohr. Allerdings sprach man bei VW von einem „Plattformrahmen“, denn der Tunnel ist Teil der Bodenplatte des Wagens, die darauf geschraubte Karosserie ist unten offen.